# Georg Marco
Georg Marco (29. listopadu 1863, Černovice, dnes Ukrajina – 29. srpna 1923, Vídeň) byl přední rakouský šachový mistr a šachový publicista konce 19. a první čtvrtiny 20. století.
Georg Marco byl rumunského původu. Narodil se na Bukovině, která tehdy patřila Rakousku-Uhersku ve městě Černovice (německy Czernowitz, rumunsky Cernăuți). Později se však usídlil ve Vídni a stal se zde sekretářem Vídeňského šachového spolku (Wiener Schachgesellschaft). Byl autorem několika turnajových knih a velmi známá je také jeho redaktorská činnost ve Wiener Schachzeitung v letech 1898 až 1916.

## Marcovy šachové výsledky
Georg Marco se zúčastnil celé řady mezinárodních šachových turnajů a zápasů. Zde jsou uváděny výsledky jen těch nejvýznamnějších.
- čtvrté až páté místo (společně se Karlem Augustem Walbrodtem) na turnaji v Drážďanech roku 1892 (celkem osmnáct hráčů, zvítězil Siegbert Tarrasch),[2]
- dvě remízy v zápasech s Karlem Schlechterem, první 0:0 (=10) roku 1893 [1] a druhá 4:4 (=3) roku 1894,[2]
- prohra v zápase s Maxem Weissem 1:5 (=1) roku 1895,[1]
- první místo v konkurenci devíti hráčů na turnaji ve Vídni roku 1895,[2]
- sedmnácté až osmnácté místo (společně se Adolfem Albinem) na turnaji v Hastingsu roku 1895 (celkem dvacet dva hráčů, zvítězil Harry Nelson Pillsbury),[2]
- šesté až osmé místo (společně se Karlem Schlechterem a Semjonem Zinovjevičem Alapinem) na turnaji v Berlíně roku 1897 (celkem devatenáct hráčů, zvítězil Rudolf Charousek),[2]
- třetí místo na turnaji ve Vídni roku 1897 (celkem osm hráčů, zvítězil Karl Schlechter),[2]
- druhé místo na Londýnském B turnaji roku 1899 (celkem dvanáct hráčů, zvítězil Frank Marshall),[2]
- sedmé až deváté místo (společně se Karlem Schlechterem a Jacques Miesesem) na turnaji v Paříži roku 1900 (celkem sedmnáct hráčů, zvítězil Emanuel Lasker),[3]
- páté místo na turnaji v Mnichově roku 1900 (celkem šestnáct hráčů, zvítězil Harry Pillsbury, Karl Schlechter a Géza Maróczy),[3]
- vítězství v zápase s Adolfem Albinem 4:2(=4) roku 1901,[1]
- deváté místo na turnaji v Monte Carlu roku 1901 (celkem čtrnáct hráčů, zvítězil David Janowski),[3]
- patnácté místo na turnaji v Monte Carlu roku 1902 (celkem dvacet hráčů, zvítězil Géza Maróczy),[3]
- šesté místo na turnaji v Monte Carlu roku 1903 (celkem čtrnáct hráčů, zvítězil Siegbert Tarrasch),[3]
- třetí místo na turnaji ve Vídni roku 1903 (celkem deset hráčů, zvítězil Michail Ivanovič Čigorin),[3]
- páté místo na turnaji v Monte Carlu roku 1904 (celkem šest hráčů, zvítězil Géza Maróczy),[3]
- čtvrté místo na turnaji v Cambridge Springs roku 1904 (celkem šestnáct hráčů, zvítězil Frank Marshall),[3]
- čtvrté až páté místo (společně se Ossipem Bernsteinem) na turnaji v Coburgu roku 1904 (celkem třináct hráčů, zvítězili Curt von Bardeleben, Karl Schlechter a Rudolf Swiderski),[4]
- páté až šesté místo (společně s Richardem Teichmannem) na turnaji v Ostende roku 1905 (celkem čtrnáct hráčů, zvítězil Géza Maróczy),[3]
- třetí místo na turnaji ve Stockholmu roku 1912 (celkem jedenáct hráčů, zvítězil Alexandr Alexandrovič Aljechin),[3]
- deváté až desáté místo (společně s Guylou Breyerem) na turnaji v Göteborgu roku 1920 (celkem čtrnáct hráčů, zvítězil Richard Réti),[3]
- šesté místo na turnaji v Haagu roku 1921 (celkem deset hráčů, zvítězil Alexandr Alexandrovič Aljechin),[3]
- osmnácté místo na turnaji v Piešťanech roku 1922 (celkem devatenáct hráčů, zvítězil Jefim Bogoljubov),[3]